# Moldavie au Concours Eurovision de la chanson 2013
La Moldavie est l'un des trente-neuf pays participants du Concours Eurovision de la chanson 2013, qui se déroule à Malmö en Suède. Le pays représenté par la chanteuse Aliona Moon et sa chanson O Mie, est annoncée le 16 mars 2013, à la suite de sa victoire lors de la finale nationale O melodie pentru Europa 2013.

## Sélection

### Format
La sélection des candidats pour la finale nationale et, en fin de compte, pour la participation de la Moldavie à l'Eurovision s'est déroulée en deux étapes - le premier tour a eu lieu le 17 janvier 2013, lorsqu'un jury a présélectionné vingt-quatre artistes et soixante chansons parmi les candidatures reçues pour le second tour, la finale nationale télévisée. 
Les candidatures ont été évaluées sur la base de critères tels que la qualité de la voix et le style de l'interprète, l'originalité de la chanson et la qualité de la mélodie et de la composition[8]. Chacun des 24 demi-finalistes a choisi une des 60 chansons à interpréter lors de la finale nationale, 12 d'entre elles concourant dans chaque demi-finale les 12 et 14 mars 2013. Sept chansons se sont qualifiées pour la finale à partir de chaque demi-finale sur la base des votes combinés d'un jury d'experts et des résultats du vote télévisé du public.  
Les quatorze chansons qualifiées se sont affrontées lors de la finale du 16 mars 2013, où le gagnant a été sélectionné par la combinaison 50/50 du vote d'un jury d'experts et du vote télévisé du public. En cas d'égalité, l'œuvre qui a obtenu le score le plus élevé lors du vote du jury d'experts a été déclarée gagnante[9]. 

### Chansons sélectionnées
Les artistes et les compositeurs ont eu la possibilité de soumettre séparément leurs candidatures et leurs œuvres entre le 13 décembre 2012 et le 10 janvier 2013. Les artistes devaient être de nationalité moldave, tandis que les auteurs-compositeurs pouvaient être de n'importe quelle nationalité et soumettre plus d'une chanson, qui ne pouvait être interprétée qu'en anglais ou en roumain[10] À l'issue du délai de soumission, 49 candidatures d'artistes et 126 chansons valides ont été reçues par le radiodiffuseur[11]. [Un jury composé de Nelly Ciobanu (chanteuse, participante moldave à l'Eurovision 2009), Vladimir Beleaev (compositeur), Geta Burlacu (chanteuse, participante moldave à l'Eurovision 2008), Vali Boghean (auteur-compositeur-interprète), Tatiana Cergă (artiste-interprète), Valentin Dânga (compositeur), Victoria Tcacenco (professeur à l'Académie de musique, de théâtre et des beaux-arts) et Nicolò Dânga (artiste-interprète) a été chargé d'examiner les candidatures, Théâtre et Beaux-Arts) et Nicu Țărnă (chanteur) ont sélectionné 24 demi-finalistes sur les 49 candidatures reçues, chacun d'entre eux ayant ensuite choisi l'une des 60 chansons présélectionnées par le jury sur les 126 reçues et annoncées le 18 janvier 2013. [8][12]
Le 17 février 2013, Dara s'est retirée de la compétition en raison d'une incompatibilité artistique et a été remplacée par la chanson "Underestimated" interprétée par Diana Staver. Le 3 mars 2013, la chanson " Hi-Ho " interprétée par Denis Latîşev est retirée du concours et remplacée par la chanson " Coma " interprétée par Margarita Ciorici[13][réf. souhaitée].
| Ordre | Artiste                       | Chanson                 |   |                   |              |
| ----- | ----------------------------- | ----------------------- | - | ----------------- | ------------ |
| Ordre | Artiste                       | Chanson                 | 1 | Alexandru Şendrea | "In My Head" |
| 2     | Aliona Moon                   | "A Million"             |   |                   |              |
| 3     | Anna Gulko                    | "Somebody Else"         |   |                   |              |
| 4     | Aurel Chirtoacă               | "Iartă-mă"              |   |                   |              |
| 5     | Boris Covali                  | "Runaways"              |   |                   |              |
| 6     | Cristina Croitoru and Karizma | "Never Fall Again"      |   |                   |              |
| 7     | Cristina Scarlat              | "I Pray"                |   |                   |              |
| 8     | Cristina V. and Glam Girls    | "Celebrate"             |   |                   |              |
| 9     | Denis Latîşev                 | "Hi-Ho"                 |   |                   |              |
| 10    | Diana Staver                  | "Underestimated"        |   |                   |              |
| 11    | Doiniţa Gherman               | "Planeta e un rai"      |   |                   |              |
| 12    | Felicia Dunaf                 | "Codename Felice"       |   |                   |              |
| 13    | FireLove                      | "Just Smile"            |   |                   |              |
| 14    | Inaya                         | "I Need You Now"        |   |                   |              |
| 15    | Irina Kitoroagă               | "L.o.v.e. Love"         |   |                   |              |
| 16    | Irina Tarasiuk                | "Dancing Hearts"        |   |                   |              |
| 17    | Margarita Ciorici             | "Coma"                  |   |                   |              |
| 18    | Nicoleta Gavriliţă            | "Freaky Thong"          |   |                   |              |
| 19    | Ruslan Țăranu                 | "Amadeus"               |   |                   |              |
| 20    | Stela Boţan                   | "Inima mea"             |   |                   |              |
| 21    | Svetlana Bogdanova            | "Conquer My Heart"      |   |                   |              |
| 22    | Tatiana Heghea                | "A Brighter Day"        |   |                   |              |
| 23    | Valeria Paşa and Alex Mataev  | "Show Me Your Feelings" |   |                   |              |
| 24    | Vitalie Maciunschi            | "I Want You Back"       |   |                   |              |
| 25    | Vitalie Negruţă               | "You'll Be Mine"        |   |                   |              |

## Émissions

### Première demi-finale: 12 mars 2013
| Ordre | Artiste                    | Chanson            | Jury | Télévote | Télévote | Total | Place |
| Ordre | Artiste                    | Chanson            | Jury | Votes    | Points   | Total | Place |
| ----- | -------------------------- | ------------------ | ---- | -------- | -------- | ----- | ----- |
| 1     | Diana Staver               | "Underestimated"   | 0    | 6.85%    | 5        | 5     | 11    |
| 2     | Vitalie Maciunschi         | "I Want You Back"  | 3    | 5.39%    | 2        | 5     | 10    |
| 3     | Margarita Ciorici          | "Coma"             | 2    | 6.45%    | 4        | 6     | 8     |
| 4     | Cristina V. and Glam Girls | "Celebrate"        | 0    | 13.46%   | 8        | 8     | 6     |
| 5     | Doiniţa Gherman            | "Planeta e un rai" | 6    | 15.83%   | 12       | 18    | 3     |
| 6     | Stela Boţan                | "Inima mea"        | 1    | 4.16%    | 1        | 2     | 12    |
| 7     | Vitalie Negruţă            | "You'll Be Mine"   | 8    | 5.85%    | 3        | 11    | 4     |
| 8     | Aliona Moon                | "A Million"        | 12   | 12.86%   | 7        | 19    | 2     |
| 9     | Ruslan Ţaranu              | "Amadeus"          | 5    | 2.35%    | 0        | 5     | 9     |
| 10    | Boris Covali               | "Runaways"         | 10   | 14.70%   | 10       | 20    | 1     |
| 11    | Felicia Dunaf              | "Codename Felice"  | 4    | 9.21%    | 6        | 10    | 5     |
| 12    | Svetlana Bogdanova         | "Conquer My Heart" | 7    | 2.89%    | 0        | 7     | 7     |

### Deuxième demi-finale: 14 mars 2013
| Ordre | Artiste                       | Chanson                 | Jury | Télévote | Télévote | Total | Place |
| Ordre | Artiste                       | Chanson                 | Jury | Votes    | Points   | Total | Place |
| ----- | ----------------------------- | ----------------------- | ---- | -------- | -------- | ----- | ----- |
| 1     | Tatiana Heghea                | "A Brighter Day"        | 4    | 18.09%   | 12       | 16    | 3     |
| 2     | Aurel Chirtoacă               | "Iartă-mă"              | 6    | 6.01%    | 3        | 9     | 7     |
| 3     | Inaya                         | "I Need You Now"        | 3    | 2.57%    | 0        | 3     | 10    |
| 4     | Anna Gulko                    | "Somebody Else"         | 5    | 7.93%    | 5        | 10    | 5     |
| 5     | Valeria Paşa and Alex Mataev  | "Show Me Your Feelings" | 2    | 7.13%    | 4        | 6     | 9     |
| 6     | Nicoleta Gavriliţă            | "Freaky Thong"          | 7    | 8.67%    | 6        | 13    | 4     |
| 7     | Irina Tarasiuk                | "Dancing Hearts"        | 1    | 2.75%    | 1        | 2     | 11    |
| 8     | FireLove                      | "Just Smile"            | 0    | 2.40%    | 0        | 0     | 12    |
| 9     | Irina Kitoroagă               | "L.o.v.e. Love"         | 8    | 5.07%    | 2        | 10    | 6     |
| 10    | Cristina Scarlat              | "I Pray"                | 12   | 14.05%   | 8        | 20    | 2     |
| 11    | Alexandru Şendrea             | "In My Head"            | 0    | 9.30%    | 7        | 7     | 8     |
| 12    | Cristina Croitoru and Karizma | "Never Fall Again"      | 10   | 16.03%   | 10       | 20    | 1     |

### Finale: 16 mars 2013
| Ordre | Artiste                       | Chanson            | Jury | Télévote | Télévote | Total | Place |    |
| Ordre | Artiste                       | Chanson            | Jury | Votes    | Points   | Total | Place |    |
| ----- | ----------------------------- | ------------------ | ---- | -------- | -------- | ----- | ----- | -- |
| 1     | Cristina V. and Glam Girls    | "Celebrate"        | 10   | 0        | 1.31%    | 1     | 1     | 12 |
| 2     | Boris Covali                  | "Runaways"         | 103  | 8        | 36.49%   | 12    | 20    | 2  |
| 3     | Cristina Croitoru and Karizma | "Never Fall Again" | 77   | 7        | 8.51%    | 8     | 15    | 4  |
| 4     | Svetlana Bogdanova            | "Conquer My Heart" | 45   | 2        | 0.58%    | 0     | 2     | 11 |
| 5     | Nicoleta Gavriliţă            | "Freaky Thong"     | 47   | 3        | 3.29%    | 4     | 7     | 6  |
| 6     | Aurel Chirtoacă               | "Iartă-mă"         | 58   | 5        | 2.50%    | 2     | 7     | 7  |
| 7     | Irina Kitoroagă               | "L.o.v.e. Love"    | 54   | 4        | 0.94%    | 0     | 4     | 10 |
| 8     | Anna Gulko                    | "Somebody Else"    | 40   | 0        | 0.82%    | 0     | 0     | 14 |
| 9     | Vitalie Negruţă               | "You'll Be Mine"   | 64   | 6        | 3.24%    | 3     | 9     | 5  |
| 10    | Cristina Scarlat              | "I Pray"           | 117  | 10       | 5.63%    | 7     | 17    | 3  |
| 11    | Doiniţa Gherman               | "Planeta e un rai" | 43   | 1        | 3.39%    | 5     | 6     | 9  |
| 12    | Tatiana Heghea                | "A Brighter Day"   | 40   | 0        | 3.74%    | 6     | 6     | 8  |
| 13    | Felicia Dunaf                 | "Codename Felice"  | 39   | 0        | 1.07%    | 0     | 0     | 13 |
| 14    | Aliona Moon                   | "A Million"        | 121  | 12       | 28.49%   | 10    | 22    | 1  |

## À l'Eurovision
La Moldavie participa à la première demi-finale, le 14 mai 2013. Y arrivant 4e avec 95 points, le pays se qualifie pour la finale du 18 mai 2013. Il termine finalement 11e avec 71 points.